# Mantispa negusa
Mantispa negusa är en insektsart som beskrevs av Navás 1914. Mantispa negusa ingår i släktet Mantispa och familjen fångsländor. Inga underarter finns listade i Catalogue of Life.